# ジグムント・チチラ
ジグムント・チチラ（ポーランド語: Zygmunt Chychła、ポーランド語の読みにより近い表記はズィグムント・ヒフワ, ポーランド語発音: [ˈzɨɡmunt ˈxɨxwa], 1926年11月6日 - 2009年9月26日）は、ポーランドのグダニスク出身のボクサー。第二次世界大戦後のポーランドにおいて初めてオリンピックで金メダルを獲得した選手である。2003年にはグダニスク市より名誉市民の称号を与えられている。
彼は1939年にポーランドのボクシングクラブであるゲダニアにてトレーニングを始めた。第二次世界大戦中はグダニスクの市民権を失い、1944年には強制的にドイツ国防軍へと徴兵された。しかし、フランスでは軍に見捨てられ、その後はポーランドの軍人、ヴワディスワフ・アンデルスの率いる第2ポーランド軍団に加わり、イタリア戦線へと参戦した。
1946年にポーランドへと帰国。翌年からは有名なボクシングコーチであったフェリクス・スタムに率いられたポーランドのナショナルチームのデビューを果たした。
1948年に出場したロンドンオリンピックでは準決勝まで勝ち進んだが、銅メダルを獲得するイタリアのアレッサンドロ・ドッタヴィオに敗れた。1951年にはイタリアのミラノで開催されたヨーロッパアマチュアボクシング選手権で優勝を飾り、同年のポーランド・スポーツマン・オブ・ザ・イヤーに選ばれた。
1952年の2度目の出場となったヘルシンキオリンピックでは、決勝にてソビエトのセルゲイ・シチェルバコフを破り金メダルを獲得した。この大会の準々決勝では1949年のオスロでのヨーロッパ選手権と1948年のロンドンオリンピックの金メダリスト、チェコスロバキアのユリウス・トルマを破っている。このことによりポーランド・スポーツマン・オブ・ザ・イヤーに選ばれ、2年連続の受賞となった。
しかし、オリンピックの後に結核を患わっていることが発覚し、ボクシングから引退することを決めた。しかし1953年の自国開催となったヨーロッパ選手権では選手の不足もあり、誤って彼が代表に選出された。この大会彼は金メダルを獲得したものの、結核に対する処置も甘かったことから病状は悪化し、肺に大きな穴が開くまでになった。そのため1953年に彼は競技から完全に引退した。
彼の生涯成績は263戦241勝10分け12敗であった。
1970年代の初頭にドイツへと移住しており、2009年9月26日にハンブルクにて死去した。